# Tomás Seral y Casas
Tomás Gregorio Wenceslao Seral y Casas (Zaragoza, 18 de noviembre de 1908 - Madrid, 2 de julio de 1975) fue un poeta, novelista y animador de la vanguardia histórica español.
Estudió en Alagón y Zaragoza. Durante su época de estudiante, en 1927, editó una revista literaria de gran interés, Vida alagonesa.
Su primera novela, Héctor y yo, aparece en 1928 e incorporaba elementos de la prosa vanguardista y un más tarde aparece su libro misceláneo Sensualidad y futurismo, que combinaba prosa y poesía de vanguardia. En 1931 aparece Mascando goma de estrellas (poemas bobos), muy valorado por la crítica. Ya en la estética del surrealismo se sitúan sus poemarios de madurez Del amor violento (1933) y Cadera del insomnio (1935), en las que se aprecia también una veta neopopularista. Por otro lado, escribió gran cantidad de greguerías, publicadas en su libro Chilindrinas.
En 1930 sacó a la luz la revista literaria Cierzo y dos años después su continuadora, el principal vehículo de las inquietudes de las letras de vanguardia aragonesas, fundando Noreste (1932-1936) en colaboración de Ildefonso Manuel Gil. En ella escribieron autores de la talla de Benjamín Jarnés o Ramón J. Sender.
También destacó como editor y galerista, fundando librerías que a la vez se constituyeron en espacios de difusión de pintura avanzada y de reunión de artistas tanto en Zaragoza como en Madrid y París. Su editorial «Clan» publicó, entre otros, Violento Idílico (1949), del poeta surrealista Miguel Labordeta.
Creó la «Sala Libros» en Zaragoza (1940) y en Madrid, sucesivamente, la galería y librería «Clan» (desde 1945), la «Librería Club» (1950), «Fernando Fe» (1955) y «Salas Seral». En París inauguró en 1955 la «Librairie Cairel» el año 1955 para regresar poco después a Madrid, donde murió en 1975.